# Збарская, Регина Николаевна
Реги́на Никола́евна Зба́рская (27 сентября 1935, Вологда (по другому источнику — Ленинград) — 15 ноября 1987, Москва) — советская манекенщица. Стала всемирно известной в начале 1960-х годов. Большую известность приобрела в Париже, где её называли «самым красивым оружием Кремля», позже её стали называть «советская Софи Лорен».

## Биография
Существуют две версии относительно места рождения Збарской и её родителей. Знавшие лично Збарскую утверждали, что она родилась в Вологде, где её мать — Дарья Тихоновна Колесникова, работала врачом, а её отец — Николай Дементьевич Колесников — был отставным офицером.
В 1953 году семнадцатилетняя Регина Колесникова приехала в Москву и поступила во ВГИК на экономический факультет. Во время учёбы она стала появляться на «богемных» вечеринках, где однажды её заметила модельер Вера Аралова. Именно с этой встречи началась модельная карьера Колесниковой. Французский журнал Paris Match назвал её «самым красивым оружием Кремля». А когда Вячеслав Зайцев подстриг Збарскую под пажа и создал образ «итальянской красавицы», Збарскую в западной прессе окрестили «советской Софи Лорен».
В 1958 году снялась в фильме «Матрос с „Кометы“» в роли итальянской певицы Сильванны (в титрах указана как Р. Колесникова).

## Личная жизнь
Единственным мужем Збарской был московский художник Феликс-Лев Збарский (1931—2016) — сын учёного Бориса Збарского, брак был заключён в начале 1960-х. В 1967 году Збарская забеременела, но муж не хотел детей, она решилась на аборт, после чего пыталась подавить чувство вины антидепрессантами. В это время Збарский увлёкся актрисой Марианной Вертинской, а затем ушёл к Людмиле Максаковой, которая в 1970 году родила ему сына. После этого Збарская попала в психиатрическую больницу с признаками сильнейшей депрессии.
Советский разведчик-нелегал Виталий Шлыков (1934—2011) утверждал в интервью, что прожил один год со Збарской на её квартире, причём в тот период, когда она ещё была официально замужем, но уже не жила вместе с мужем. Именно в этот период произошла одна из попыток самоубийства Збарской путём нанесения себе порезов маникюрными ножницами. Главной причиной попытки суицида Шлыков назвал сильнейший стресс после попытки вербовки модели сотрудниками КГБ путём применения шантажа. Также в своих воспоминаниях он категорически отверг домыслы, встречавшиеся ему в разных источниках, о том что Збарская работала на КГБ, помогая собирать разными способами нужные данные для этого ведомства.
Выйдя из больницы, Збарская при помощи заместителя директора Дома моделей Елены Степановны Воробей вернулась на подиум. Стала встречаться с молодым югославским журналистом,[каким?] который использовал её для достижения собственной славы. Вскоре под его авторством вышла книга на немецком языке «Сто ночей с Региной Збарской», в которой описываются эротические сцены, а также присутствует информация о якобы имевших место связях Збарской с членами ЦК и доносах на других манекенщиц.

## Смерть
После политического скандала Збарская трижды пыталась покончить с собой, с третьей попытки ей это удалось — она умерла, отравившись снотворным, 15 ноября 1987 года в возрасте 52 лет.
Существует также версия, что Регина Збарская умерла дома, а не в больнице. Согласно этой версии, её нашли мёртвой в квартире с телефонной трубкой в руках. Коллеги по Дому моделей не пришли на её похороны, тело было кремировано. Обстоятельства её смерти остаются загадочными, а место захоронения — неизвестным. По одной из версий, её похоронили в Вологде рядом с отцом и тётей.
Вячеслав Зайцев в интервью журналу «Огонёк» сказал про неё:

Регина Збарская была не просто потрясающей красавицей, но и умницей. У неё трагическая судьба. Но я её всегда обожал. Взял в Дом моды «типовой фигурой» — манекенщицей, на которой делали примерки. Работала она и просто уборщицей. Я её всячески поддерживал до последнего.

## Память
- История гибели Регины Збарской рассказывается в 305-м выпуске из цикла передач «Следствие вели…».
- Один из выпусков ток-шоу «Пусть говорят» был почти полностью посвящён Регине Збарской.
- Программа «Красота по-советски. Судьба манекенщицы» на телеканале «История» посвящена Регине Збарской.
- 2015 год — кинокомпаниями «FILM.UA» и «Shpil» снят двенадцатисерийный псевдобиографический художественный фильм «Красная королева», снятый по мотивам биографии Регины Збарской (её роль исполняет Ксения Лукьянчикова). Премьера сериала на украинском телевидении состоялась 5 октября 2015 года на телеканале «Интер». Премьера в России (Первый канал) — 14 марта 2016 года.